# Nationaal park Vadehavet
Het Nationaal park Waddenzee (Deens: Nationalpark Vadehavet) is in 2008 aangewezen als Deens nationaal park. Sinds juni 2014 vormt het bovendien het Deense deel van het UNESCO Werelderfgoed Waddenzee. Vrijwel het gehele nationale park is onderdeel van het Europese netwerk van natuurgebieden Natura 2000.

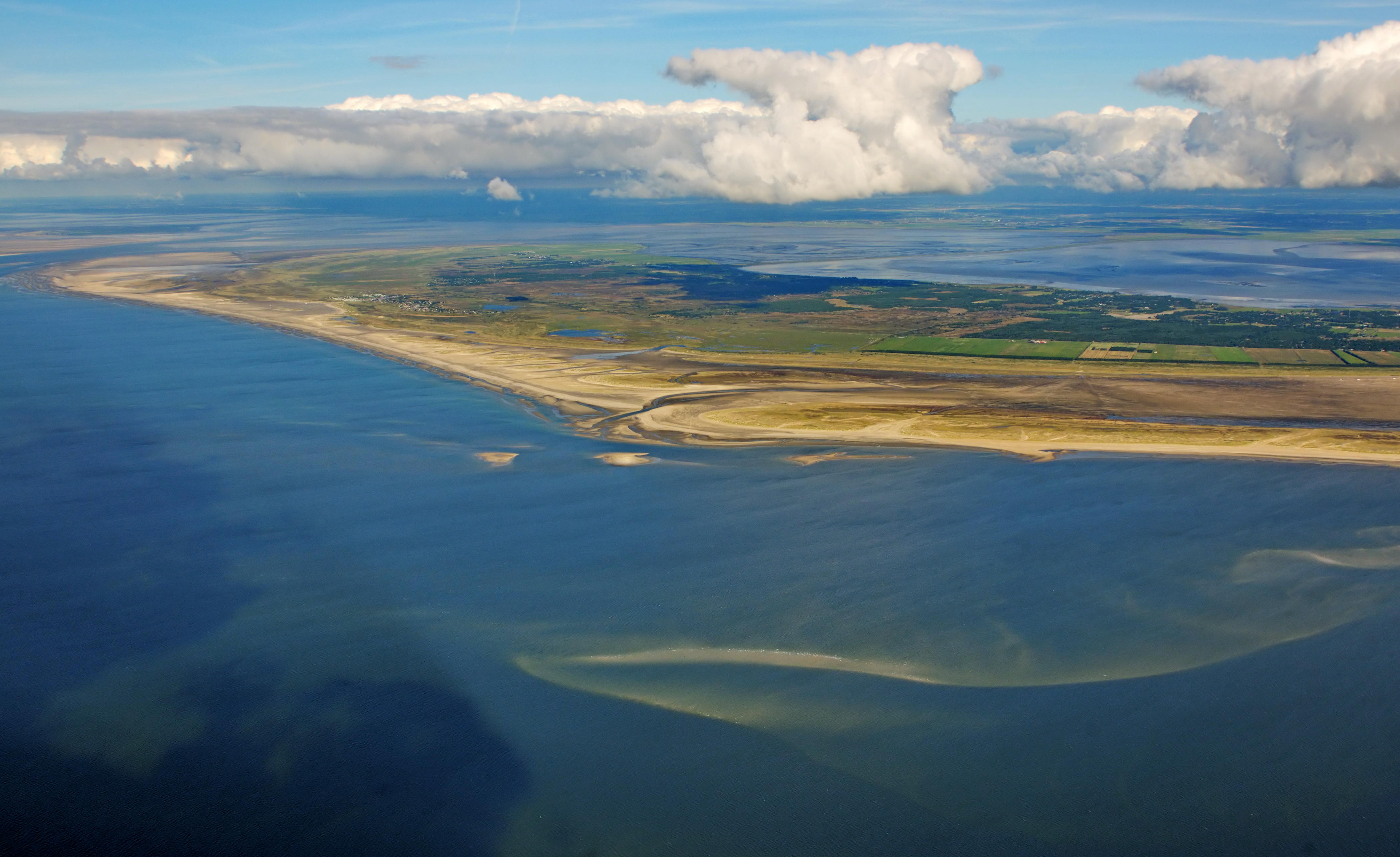
Rømø

Het nationaal park is - afgezien van het nationaal park in Groenland - met 146.600 ha veruit de grootste van de Deense nationale parken. Het beslaat het Deense deel van de Waddenzee van Ho Bugt naar de Duitse grens, en omvat de eilanden Fanø, Mandø en Rømø, evenals Skallingen, de Varde Å vallei, en veel van de kwelders en zeekleipolders bij Tjæreborg, Ribe en Tønder.
In het gebied komen voor getijdengeulen, wadplaten, kwelders, strandweiden en duinen. Net als de rest van de Waddenzee is het park vermaard als rustplaats voor miljoenen trekvogels; meer dan 10 miljoen vogels passeren de Waddenzee twee keer per jaar. Opvallend is het verschijnsel Sort sol (zwarte zon). Dit is een natuurverschijnsel dat onder meer waargenomen kan worden in de buurt van Tønder en Ribe. Zeer grote aantallen spreeuwen verzamelen zich hier in de lente en de herfst voor de trek en vormen grote zwarte vlekken aan de hemel.
De Waddenzee heeft ook grote aantallen broedvogels, zoals eidereend en scholekster, vissen, zoals houting en ongewervelde dieren zoals zeesterren en mosselen. Ook de gewone zeehond komt er voor. Het park vormt een milieu voor meer dan 500 soorten planten en dieren.
In Ribe bevindt zich het Waddenzeecentrum.